# The Bangles
The Bangles (englisch Die Armreife) sind eine US-amerikanische Popband, die 1981 in Los Angeles, Kalifornien, gegründet wurde. Ihre größten Hits waren Manic Monday (1985), Walk Like an Egyptian (1986) und Eternal Flame (1989).

## Geschichte

### 1981–1983: Erste Schritte
Anfang 1981 gaben die Schwestern Vicki und Debbi Peterson eine Zeitungsannonce auf, um ein weiteres Mitglied für eine Band zu finden, worauf sich Susanna Hoffs meldete. Die drei favorisierten die Musik der 1960er Jahre, nannten ihre neu gegründete Gruppe „The Bangs“ und traten in Klubs im Großraum Los Angeles auf. Zudem nahmen sie eine Single mit Namen Getting Out of Hand auf und erlangten damit lokalen Bekanntheitsgrad.
1982 ergänzte Bassistin Annette Zilinskas die Gruppe. Gemeinsam veröffentlichten sie Mitte 1982 die 12″-Single Bangles. Zilinskas blieb ein Jahr in der Band und wurde dann durch Michael Steele ersetzt, die bis zum Jahr 1975 Mitglied bei The Runaways gewesen war.

### 1984–1987: Der Durchbruch

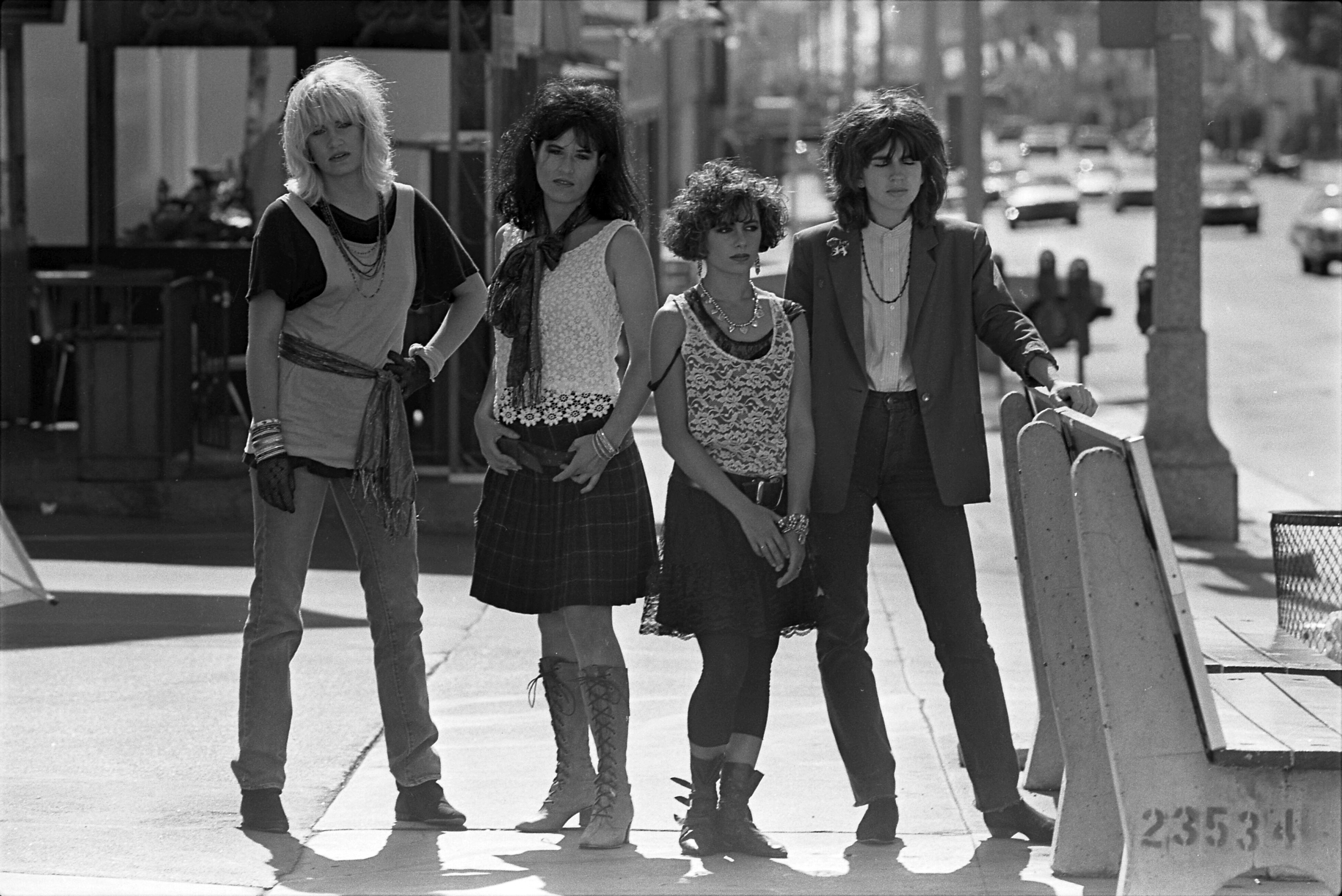
The Bangles (1984)

1984 unterzeichneten The Bangles einen Vertrag bei dem Musiklabel Columbia Records und veröffentlichten im Mai desselben Jahres ihr Debütalbum All Over the Place. Die Singleauskopplungen Hero Takes a Fall und Going Down to Liverpool waren aus kommerzieller Sicht nicht erfolgreich.
Anfang 1986 veröffentlichten The Bangles mit Different Light ihr zweites Studioalbum, das zum kommerziellen nationalen und internationalen Durchbruch der Band führte. Aus dem Album wurden vier erfolgreiche Singles ausgekoppelt; Manic Monday (komponiert von Prince unter dem Pseudonym „Christopher“), If She Knew What She Wants, Walk Like an Egyptian und Walking Down Your Street.

### 1988–1989: Höhepunkt und Trennung
Anfang 1988 erreichten The Bangles mit einer Coverversion des Simon-&-Garfunkel-Klassikers Hazy Shade of Winter Platz 2 der US-Charts. Tourneestress sowie künstlerische Differenzen führten aber zu Spannungen innerhalb der Band. Außerdem sorgte die Fixierung der Öffentlichkeit auf Susanna Hoffs für Unzufriedenheit bei den Mitgliedern der Band; obwohl jedes Bandmitglied Songs schrieb und zuweilen den Hauptgesang übernahm, stand Hoffs bei Fotoaufnahmen zumeist im Vordergrund. Dieses erweckte den Anschein, sie sei Bandleaderin der Bangles.
Dennoch veröffentlichte die Band im Herbst 1988 ihr drittes Studioalbum mit Namen Everything. Die erste Single In Your Room wurde ein weiterer Top-5-Erfolg in den USA, die zweite Singleauskopplung Eternal Flame, die im Frühjahr 1989 herausgebracht wurde, entwickelte sich zur kommerziell erfolgreichsten Single der Bangles. Doch nach der Welttournee trennte sich die Band, was Hoffs im Herbst 1989 auf einer Pressekonferenz offiziell bekannt gab.

### 1999–2003: Reunion und Comeback
In den folgenden Jahren hatten die Bandmitglieder immer wieder Kontakt miteinander und im Februar 1999 nahmen sie – nach zehn Jahren – gemeinsam wieder einen Song auf. Sie steuerten das Stück Get the Girl für den Soundtrack des Films Austin Powers – Spion in geheimer Missionarsstellung bei. Es folgte ein gemeinsamer Auftritt im Juni 1999 beim Beatles Tribute Concert in der Hollywood Bowl in Los Angeles und im September 2000 gingen The Bangles zum ersten Mal seit 1989 wieder auf Tournee.
Im März 2003 erschien schließlich das Comeback-Album Doll Revolution, das zusammen mit der Single-Auskopplung Something That You Said vor allem in Deutschland bekannt wurde, wo The Bangles diesen in der Fernsehshow Wetten, dass..? vorstellten.

### Seit 2005: Weitere Auftritte sowie Veröffentlichungen

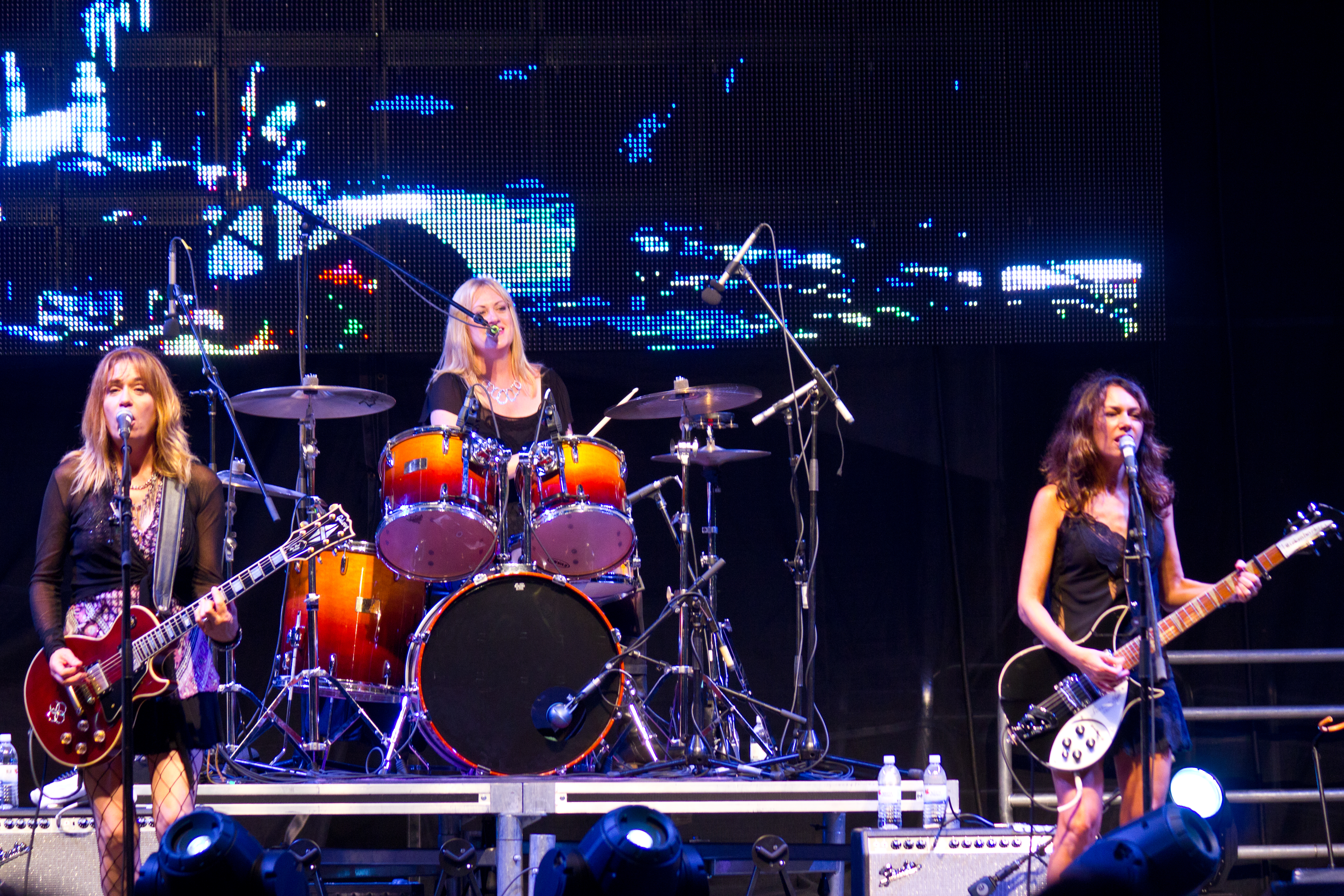
The Bangles (2012)

Im April 2005 gab die Bassistin Michael Steele ihren Ausstieg bei The Bangles bekannt. Daraufhin gab die Band in der Gründungsbesetzung mit Susanna Hoffs, Vicky und Debbi Peterson weiterhin regelmäßig Live-Konzerte, hauptsächlich aber in den USA. Im August 2007 erschien die erste Live-DVD mit dem Titel Return to Bangleonia – Live in Concert. Die DVD enthält ein Konzert aus dem Jahr 2000, das The Bangles im House of Blues in Los Angeles gab.
Am 27. September 2011 erschien das fünfte Studioalbum mit Namen Sweetheart of the Sun. Am 27. November 2014 erschien das Album Ladies and Gentlemen… The Bangles!, eine Zusammenstellung von frühen Veröffentlichungen, Demo- und Liveaufnahmen der Band. Das Album wurde ausschließlich als Downloadversion veröffentlicht.

## Diskografie

### Studioalben
| Jahr | Titel                 | Höchstplatzierung, Gesamtwochen, AuszeichnungChartplatzierungen (Jahr, Titel, Platzierungen, Wochen, Auszeichnungen, Anmerkungen) | Höchstplatzierung, Gesamtwochen, AuszeichnungChartplatzierungen (Jahr, Titel, Platzierungen, Wochen, Auszeichnungen, Anmerkungen) | Höchstplatzierung, Gesamtwochen, AuszeichnungChartplatzierungen (Jahr, Titel, Platzierungen, Wochen, Auszeichnungen, Anmerkungen) | Höchstplatzierung, Gesamtwochen, AuszeichnungChartplatzierungen (Jahr, Titel, Platzierungen, Wochen, Auszeichnungen, Anmerkungen) | Höchstplatzierung, Gesamtwochen, AuszeichnungChartplatzierungen (Jahr, Titel, Platzierungen, Wochen, Auszeichnungen, Anmerkungen) | Anmerkungen                              |
| Jahr | Titel                 | DE | AT | CH | UK | US | Anmerkungen                              |
| ---- | --------------------- | --- | --- | --- | --- | --- | ---------------------------------------- |
| 1984 | All Over the Place    | — | — | — | UK86 (1 Wo.)UK | US80 (30 Wo.)US | Erstveröffentlichung: 23. Mai 1984       |
| 1986 | Different Light       | DE21 (29 Wo.)DE | — | CH16 (11 Wo.)CH | UK3 Platin · (47 Wo.)UK | US2 ×3Dreifachplatin · (82 Wo.)US                                                                                                 | Erstveröffentlichung: 2. Januar 1986     |
| 1988 | Everything            | DE15 (21 Wo.)DE | AT8 (18 Wo.)AT | CH10 Gold · (13 Wo.)CH | UK5 Platin · (26 Wo.)UK | US15 Platin · (42 Wo.)US | Erstveröffentlichung: 18. Oktober 1988   |
| 2003 | Doll Revolution       | DE35 (8 Wo.)DE | AT36 (4 Wo.)AT | CH80 (3 Wo.)CH | UK62 (1 Wo.)UK | — | Erstveröffentlichung: 9. September 2003  |
| 2011 | Sweetheart of the Sun | — | — | — | — | US148 (1 Wo.)US | Erstveröffentlichung: 27. September 2011 |

### Kompilationen
| Jahr | Titel                       | Höchstplatzierung, Gesamtwochen, AuszeichnungChartplatzierungen (Jahr, Titel, Platzierungen, Wochen, Auszeichnungen, Anmerkungen) | Höchstplatzierung, Gesamtwochen, AuszeichnungChartplatzierungen (Jahr, Titel, Platzierungen, Wochen, Auszeichnungen, Anmerkungen) | Höchstplatzierung, Gesamtwochen, AuszeichnungChartplatzierungen (Jahr, Titel, Platzierungen, Wochen, Auszeichnungen, Anmerkungen) | Höchstplatzierung, Gesamtwochen, AuszeichnungChartplatzierungen (Jahr, Titel, Platzierungen, Wochen, Auszeichnungen, Anmerkungen) | Höchstplatzierung, Gesamtwochen, AuszeichnungChartplatzierungen (Jahr, Titel, Platzierungen, Wochen, Auszeichnungen, Anmerkungen) | Anmerkungen                                  |
| Jahr | Titel                       | DE | AT | CH | UK | US | Anmerkungen                                  |
| ---- | --------------------------- | --- | --- | --- | --- | --- | -------------------------------------------- |
| 1990 | Greatest Hits               | DE31 (12 Wo.)DE | AT19 (10 Wo.)AT | CH— GoldCH | UK4 Platin · (23 Wo.)UK | US97 Platin · (9 Wo.)US | Erstveröffentlichung: Mai 1990               |
| 2001 | Eternal Flame – The Best Of | — | — | — | UK15 Silber · (7 Wo.)UK | — | Erstveröffentlichung: Juli 2001              |
| 2020 | Gold                        | — | — | — | UK38 (1 Wo.)UK | — | Erstveröffentlichung: 2. Oktober 2020 Boxset |

Weitere Kompilationen
- 1995: September Gurls
- 1998: Super Hits
- 2004: The Essential Bangles
- 2007: Manic Monday: The Best Of
- 2008: Greatest Hits (Steel Box Collection)
- 2008: Playlist: The Very Best Of
- 2014: Ladies and Gentlemen… The Bangles!

### Singles
| Jahr | Titel Album                                | Höchstplatzierung, Gesamtwochen, AuszeichnungChartplatzierungen (Jahr, Titel, Album, Platzierungen, Wochen, Auszeichnungen, Anmerkungen) | Höchstplatzierung, Gesamtwochen, AuszeichnungChartplatzierungen (Jahr, Titel, Album, Platzierungen, Wochen, Auszeichnungen, Anmerkungen) | Höchstplatzierung, Gesamtwochen, AuszeichnungChartplatzierungen (Jahr, Titel, Album, Platzierungen, Wochen, Auszeichnungen, Anmerkungen) | Höchstplatzierung, Gesamtwochen, AuszeichnungChartplatzierungen (Jahr, Titel, Album, Platzierungen, Wochen, Auszeichnungen, Anmerkungen) | Höchstplatzierung, Gesamtwochen, AuszeichnungChartplatzierungen (Jahr, Titel, Album, Platzierungen, Wochen, Auszeichnungen, Anmerkungen) | Anmerkungen                                               |
| Jahr | Titel Album                                | DE | AT | CH | UK | US | Anmerkungen                                               |
| ---- | ------------------------------------------ | --- | --- | --- | --- | --- | --------------------------------------------------------- |
| 1984 | Hero Takes a Fall All Over the Place       | — | — | — | UK96 (1 Wo.)UK | — | Erstveröffentlichung: 1984                                |
| 1985 | Going Down to Liverpool All Over the Place | — | — | — | UK56 (8 Wo.)UK | — | Erstveröffentlichung: 1985                                |
| 1986 | Manic Monday Different Light               | DE2 (18 Wo.)DE | AT2 (12 Wo.)AT | CH4 (12 Wo.)CH | UK2 Silber · (12 Wo.)UK | US2 (20 Wo.)US | Erstveröffentlichung: 27. Januar 1986                     |
| 1986 | If She Knew What She Wants Different Light | DE17 (13 Wo.)DE | AT30 (4 Wo.)AT | CH20 (4 Wo.)CH | UK31 (7 Wo.)UK | US29 (14 Wo.)US | Erstveröffentlichung: April 1986                          |
| 1986 | Walk Like an Egyptian Different Light      | DE1 (15 Wo.)DE | AT6 (12 Wo.)AT | CH8 (8 Wo.)CH | UK3 Gold · (20 Wo.)UK | US1 Gold · (23 Wo.)US | Erstveröffentlichung: 1. September 1986                   |
| 1987 | Walking Down Your Street Different Light   | DE32 (9 Wo.)DE | — | — | UK16 (6 Wo.)UK | US11 (16 Wo.)US | Erstveröffentlichung: Januar 1987                         |
| 1987 | Following Different Light                  | — | — | — | UK55 (3 Wo.)UK | — | Erstveröffentlichung: April 1987 nur in UK veröffentlicht |
| 1987 | A Hazy Shade of Winter Unter Null (O.S.T)  | DE52 (11 Wo.)DE | — | — | UK11 (10 Wo.)UK | US2 (21 Wo.)US | Erstveröffentlichung: November 1987                       |
| 1988 | In Your Room Everything                    | — | — | — | UK35 (6 Wo.)UK | US5 (20 Wo.)US | Erstveröffentlichung: Oktober 1988                        |
| 1989 | Eternal Flame Everything                   | DE4 (23 Wo.)DE | AT3 (18 Wo.)AT | CH2 (19 Wo.)CH | UK1 Platin · (18 Wo.)UK | US1 Gold · (19 Wo.)US | Erstveröffentlichung: 23. Januar 1989                     |
| 1989 | Be with You Everything                     | DE32 (12 Wo.)DE | AT12 (10 Wo.)AT | CH19 (7 Wo.)CH | UK23 (8 Wo.)UK | US30 (12 Wo.)US | Erstveröffentlichung: Mai 1989                            |
| 1989 | I’ll Set You Free Everything               | — | — | — | UK74 (1 Wo.)UK | — | Erstveröffentlichung: Juli 1989                           |
| 2003 | Something That You Said Doll Revolution    | DE63 (9 Wo.)DE | AT50 (6 Wo.)AT | CH55 (5 Wo.)CH | UK38 (2 Wo.)UK | — | Erstveröffentlichung: 3. März 2003                        |

Weitere Singles
- 1981: Getting Out of Hand
- 1982: The Real World
- 1985: I Got Nothing
- 1990: Everything I Wanted
- 2003: Tear Off Your Own Head
- 2011: I’ll Never Be Through with You

## Auszeichnungen für Musikverkäufe
| Silberne Schallplatte - Frankreich - 1989: für die Single Eternal Flame Goldene Schallplatte - Frankreich - 1995: für das Album Everything - Kanada - 1986: für die Single Manic Monday - 1987: für die Single Walk Like an Egyptian - Niederlande - 1996: für das Album Greatest Hits - Spanien - 1989: für das Album Everything - 2024: für die Single Eternal Flame - Vereinigte Staaten - 1990: für das Videoalbum Greatest Hits | Platin-Schallplatte - Australien - 1989: für das Album Everything - 1989: für die Single Eternal Flame - 1990: für das Album Greatest Hits - Kanada - 1989: für das Album Everything - Neuseeland - 1987: für das Album Different Light - 1989: für das Album Everything - 1990: für das Album Greatest Hits - 2023: für die Single Walk Like an Egyptian - Niederlande - 1987: für die Single Walk Like an Egyptian - 1989: für die Single Eternal Flame 2× Platin-Schallplatte - Kanada - 1987: für das Album Different Light |

Anmerkung: Auszeichnungen in Ländern aus den Charttabellen bzw. Chartboxen sind in ebendiesen zu finden.
| Land/RegionAuszeichnungen für Musikverkäufe (Land/Region, Auszeichnungen, Verkäufe, Quellen) | Silber     | Gold       | Platin       | Verkäufe  | Quellen                       |
| -------------------------------------------------------------------------------------------- | ---------- | ---------- | ------------ | --------- | ----------------------------- |
| Australien (ARIA)                                                                            | —          | —          | 3× Platin3   | 210.000   | aria.com.au                   |
| Frankreich (SNEP)                                                                            | Silber1    | Gold1      | —            | 300.000   | infodisc.fr snepmusique.com   |
| Kanada (MC)                                                                                  | —          | 2× Gold2   | 3× Platin3   | 400.000   | musiccanada.com               |
| Neuseeland (RMNZ)                                                                            | —          | —          | 4× Platin4   | 90.000    | aotearoamusiccharts.co.nz NZ2 |
| Niederlande (NVPI)                                                                           | —          | Gold1      | 2× Platin2   | 250.000   | nvpi.nl                       |
| Spanien (Promusicae)                                                                         | —          | 2× Gold2   | —            | 80.000    | elportaldemusica.es ES2       |
| Vereinigte Staaten (RIAA)                                                                    | —          | 3× Gold3   | 5× Platin5   | 6.050.000 | riaa.com                      |
| Vereinigtes Königreich (BPI)                                                                 | 3× Silber3 | Gold1      | 4× Platin4   | 2.220.000 | bpi.co.uk                     |
| Insgesamt                                                                                    | 4× Silber4 | 10× Gold10 | 21× Platin21 |           |                               |